# Ковалівка (Первомайський район)
Ковалі́вка — село в Україні, у Врадіївській селищній громаді Первомайського району Миколаївської області. Населення становить 36 осіб.

## Населення
Згідно з переписом УРСР 1989 року чисельність наявного населення села становила 101 особа, з яких 40 чоловіків та 61 жінка.
За переписом населення України 2001 року в селі мешкали 92 особи.

### Мова
Розподіл населення за рідною мовою за даними перепису 2001 року:
| Мова       | Відсоток |
| ---------- | -------- |
| українська | 95,70 %  |
| російська  | 4,30 %   |